# 허린 (철학자)
허린(중국어 간체자: 贺麟, 정체자: 賀麟, 병음: Hè Lín, 한자음: 하린, 1902년 9월 20일~1992년 9월 23일)은 중화인민공화국의 철학자이다. 관념론을 중국 문화적으로 해석한  유심론 철학자이며 중국민주동맹 간부이다. 자는 자소(自昭)이며 쓰촨성 청두시 진탕현 출신이다.

## 생애
허린은 1919년에 베이징의 칭화 대학에 입학하여 1926년까지 량치차오 등에게서 수업을 받았고 그후 미국의 하버드 대학 대학원 등을 거쳐 1930년부터 독일의 베를린 대학에서 연구하였으며 1932년에 중국에 돌아가 베이징 대학과 칭화 대학, 국립 서남연합대학에서 가르쳤으며 펑유란, 진웨린 하에서 국민 정부 중국철학회 비서장을 지내기도 했다.
허린은 헤겔의 관념론 체계에 관심을 가졌다. 송명이학의 한 분파인 육왕심학을 영미파의 헤겔 사상 체계에 적용해보고자 하였고, 육왕학파의 철학을 새롭게 해석하고자 하였다. 허린은 중국의 근대적 국가 위기를 문화가 마주한 위기로 진단하기도 했으며 철학적 관념론을 통해서 중국 문화에 새로운 활력을 주입하고자 하였다. 그의 이러한 시도는 전통 문화와 사상의 핵심인 유교에 대한 재해석에 연결되어 신심학(新心學)의 철학을 구성하였다.
허린은 1957년에 시작된 반우파 운동, 1966년에 일어난 문화 대혁명으로 인해 수난을 겪었다. 그러나 나중에 덩샤오핑이 집권한 이후로 복권되었다. 1992년 9월 23일 베이징의 한 병원에서 향년 90세를 일기로 사망하였다.

## 사상
맹자 심학에서는 인간의 선을 심리적으로 다루었다. 그런데 허린은 인식적, 논리적으로 접근해서 심즉리(心卽理)의 명제를 "인식적이고 논리적 심이 즉 선험의 원리이다"라고 보았다. 즉 인식적 측면에서 인간의 심을 파악해 본 것이고 또한 주체적 인식의 선험적 원리로써 이를 해석해 심학(心學)으로부터 이학(理學)에의 조화를 시도하였다. 원리로서의 심은 질료적인 세계로서의 물질의 본체가 되고, 물질 인식은 심에 의한 작용으로 간주한 것이다. 심이 물질에 작용한다고 말하는 것은 물질이 선험적 원리에 따른 작용에 따라 의미가 규정되는 것이라고 주장하는 것과 같다. 심은 물질에 비해 고차원적인 것이거나 그렇지 않더라도 적어도 선험적 성격을 갖는 것이다. 심은 선험 원리이자 사물의 본질을 구성할 수 있다. 때문에, 물질의 본질로 의미되는 '성'(性)이 역시 심과 떨어져 이해될 수 있는 것이 아니다.
허린은 직관에 이지를 투입해 새로운 '인식 주체'를 도출코자 하였고, 이 '인식 주체'를 가지고 주체와 객관 세계의 통일적 인식 구조를 확립함으로써, 나아가 육왕심학의 '지행합일'론을 새롭게 논증하려고 하였다. 허린은 육왕심학이 '논리 주체'의 불명확성으로 인해 '인식 주체'를 세우지 못했다고 인식하기도 하였으며 중국 철학이 논리적 증명을 결여한 채 직관에만 의존하였기 때문에 주체가 객관적 현상계와 관련을 맺지 못하고 도덕적 자아 의식에 머물렀고 현대적 지식 체계의 형성을 보증할 수 없었다고 진단하기도 하였다.
허린은 "논리적 심이 즉 리이다"(論理心卽理)라는 주장으로 논리심에 의한 유심론을 주장하였다. 그는 '심리적 심'과 '논리적 심'을 구별하였고, 이 두 심이 아닌 것을 '물'(物)의 일종으로 보기도 하였는데 인간의 비조리적 감정과 그에 물려있는 경험 속 덩어리는 '물'에 속한다고 보았다. 한편 논리적 심은 선험적 면을 가지며 보편적 필연성을 지니는 '이성의 원리'이기도 하다고 인식하였다. 따라서 그는 유학이 논리심을 확실하게 정립하면 서양 철학과 대등한 현대적 심학으로 전환될 수 있다고 보았다.
그는 칸트의 '선천적 인식 범주'를 바탕으로 중국 철학의 '심'(心)과 '리'(理)를 다시 해석하고자 하기도 하였다. 중국에서 과학이 발달하지 못한 이유는 전통적인 지식인들이 세계를 설명하고 지식을 조직하는 과정에서 논리 주체(논리심)을 자각적으로 펼쳐 내지 못함으로써, 작업이 체계화될 수 없었고 이론과 지식의 보편성과 필연성을 입증할 수 없었기 때문이라고 보았다. 허린은 심학 전통에서 자신의 철학적 정체성을 발견하고자 한 것이다. 우주가 바로 나의 '심'이라는 이러한 유심론이 그가 신실재론적 신리학(新理學)을 펼친 펑유란과 달리 신심학을 주창한 자로 불리는 까닭이다. 허린은 따라서 헤겔의 절대 관념론 전통과도 크게 다르지 않게 '심'과 떨어져서 '물'을 말할 수 없다고 보았다. 허린이 남긴 책으로는 <근대 유심주의 간석>, <문화와 인생>, <당대 중국 철학> 등이 있다.

## 자녀
허린은 딸 허메이잉을 두었으며, 그녀는 부친의 뜻에 따라 칭화 대학에 진학하여, 동 대학 전기공학과를 졸업하였으며, 칭화 대학 당위 서기, 부교장 등을 지냈으며, 중국공산당 중앙기율검사위원회 위원 등직에 있기도 했다.

## 같이 보기
- 량치차오
- 장둥쑨
- 진웨린
- 탕융퉁
- 펑유란